# Jan Urbas
Jan Urbas (Lubiana, 26 gennaio 1989) è un hockeista su ghiaccio sloveno.